# ルイ・アドルフ・ブリデル
ルイ・アドルフ・ブリデル（Louis Adolphe Bridel、1852年7月26日 - 1913年3月23日）は、明治時代にお雇い外国人として来日したスイスの法学者、政治家である。

## 経歴・人物
ローザンヌの生まれ。1870年にローザンヌ高等学校（のちのローザンヌ大学）を卒業し、1879年に同校から学位を授与された。来日前はジュネーヴ大学で法学の教鞭を執ったり、同大学の法学部長を務めた。また、ジュネーヴ議会の議員を務めたりする等政治家としても活躍した。
1900年（明治33年）に日本政府の招聘により来日し、東京帝国大学（現在の東京大学）のお雇いとなり、明治法律学校でも教壇に立った（通訳：野沢武之助）。日本の学生にスイス法やフランス法等西洋法学の教鞭を執った。また、同時期にスイス法の法典起草者であったオイゲン・フーバーが日本当てに送ったとされる書簡を用いて講義する等、法律における日本とスイスの関係を向上させた。
後にその法典の冊子は穂積重遠や清の使節、孫文に提供された。滞日中の1913年（大正2年）に東京市小石川区高田老松町の自宅で急逝した。